# Vincents Hahn
Vincents Joachim Hahn (22. december 1632 på Hinrichshagen, Mecklenburg-Schwerin – 25. januar 1680 i København) var en dansk hofembedsmand og godsejer. I de første ti år af Christian V's regeringstid var Hahn en af hoffets mest magtfulde personer.

## Læretid i Dresden
Christoph Hahn til Hinrichshagen og Remplin, af en gammel og anset meklenborgsk slægt, der siden 1469 indehavde arvelandmarskals-værdigheden i landet Stargard, faldt 1635 under forsvaret af Hinrichshagen mod et strejfkorps; hans enke, Catharine Blücher, flygtede med sine to små børn, Otto Friedrich (død ung) og Vincents Joachim (født 22. december 1632), til Rostock og derfra omkring 1638 til Danmark, da krig og hungersnød næsten lagde hendes fædreland øde. En ungdomsven af hendes ægtefælle, Peder Brockenhuus til Nordskov i Fyn, tog sig kærligt af de flygtende, og da Vincents var blevet voksen, forestillede han ham for Frederik III, der syntes godt om ynglingen og 1649 lod ham rejse til Dresden for ved det sachsiske hof at lægge sig efter jagtvæsenet, for hvilket han røbede særlig tilbøjelighed.

## I den dansk-norske hær
Efter flere års ophold hos kurfyrst Johan Georg I vendte Hahn tilbage til Danmark; såvel den danske konges yndest og omhu for hans uddannelse som den omstændighed, at han intet ejede i Mecklenburg, da hans faders bo havde vist sig insolvent, gjorde det naturligt, at han søgte sin lykke her. 1656 sendte kongen ham atter til Dresden, men da kurfyrsten, af hvem Hahn havde modtaget udnævnelse til kammerjunker, døde i oktober samme år, besluttede han at se sig om i Italien og Frankrig, i hvilken anledning han søgte kongen om forhøjelse af sin "Pension"; men den 1657 udbrudte krig mellem Danmark og Sverige gav hans planer en anden retning; han vendte hjem for at kæmpe i den danske hærs rækker, trådte ind i Kongens Livregiment som kornet og tog del i krigen såvel i Skåne som Lolland. Ved krigens slutning var han major ved Ebersteins Regiment.

## Udnævnelse til overjægermester og et indbringende bryllup
Imidlertid må han have forstået at sætte sig fast i kongens yndest; thi i januar 1661, altså lige fyldt 28 år, udnævntes han til overjægermester i Danmark, fra 1663 tillige i Slesvig og Holsten. Den fattige tyske junker havde således gjort en sjælden lykke; der fattedes ham kun en rig brud, og hende fandt han snart i en jomfru af gammel dansk byrd, Sidsel Kaas (født 26. maj 1645), datter af Erik Kaas til Bremersvold og Susanne Sparre. Efter sin 1658 afdøde morbroder Christen Sparre havde hun arvet Sparresholm og Jomfruens Egede, to prægtige godser, der nok kunne friste en mand som Hahn. Den 16-årige jomfru syntes godt om overjægermesteren, der imidlertid slet ikke anstod hendes fader, imod hvis ønske hun gav frieren sit ja. Med stort tjenerskab indfandt Hahn sig på Sparresholm, som den krænkede fader straks forlod, hvorefter parret 19. januar 1662 holdt bryllup. Den unge frue skal dog ikke have været lykkelig ved samlivet med Hahn, og hun siges at "være falden i urolige Tanker" over at have handlet mod sin faders vilje; men ægteskabet varede kun fem år, i hvilke hun fødte fem børn. Ved en uformodentlig død bortkaldtes hun 5. september 1667 i København.
Med Christian V's tronbestigelse oprandt en glimrende tid for Hahn. Kongen konfirmerede ham straks i hans embeder, og allerede 1671 fik han Dannebrogordenen. Af de tysk fødte adelsmænd, som den unge konge stadig omgav sig med, havde næppe nogen mere kongens nåde end Hahn, der bestandig var om ham, ikke alene i fredens dage som overjægermester og som tilsynsmand ved hofspisningen og leverancerne til hofstaten, men også i krigen, da han ledsagede sin herre såvel i det skånske felttog som ved Wismar; hans i farens tid udviste "infatigable Aktivitet" påskønnede kongen ved 1677 at gøre ham til meddirektør for Generalkommissariatet; ja, han overvældede næsten Hahn med æresbevisninger: 1678 gav han ham gehejmeråds titel og 1679 Det blå Bånd.
Hahn stod Christian V meget nær og var leder af en hofklike, der støttet af kongens elskerinde Sophie Amalie Moth intrigerede mod storkansler Frederik Ahlefeldt og dronningen. Til det "Hahnske parti" hørte meklenborgeren, den unge overkammerjunker Adam Levin Knuth, generalerne Carl og Friedrich von Arenstorff, grev Anton (I) af Aldenburg, grev Conrad Reventlow, rentemester Henrik von Stöcken og Hahns tidligere sekretær Peter Brandt, som blev overrentemester.

## Storgodsejer i kraft af kongelige foræringer
Men det var ikke alene med embeder, titler og ordener, Christian V overøste sine yndlinger, han forstod også at give dem mere materielle beviser på sin gunst, og sådanne blev i rigt mål Hahn til del. Ikke at tale om, at han fik portofrihed og gaver af tømmer og deslige, alt sådant var kun lidet i forhold til de foræringer af jordegods, han modtog, og som i løbet af få år gjorde ham til en af landets største godsejere. Efter at Hahn 1672, formodentlig i anledning af sit forestående andet ægteskab, havde skiftet med sine børn, forærede kongen ham til en begyndelse Tubberup landsby i Københavns Amt og ved et såkaldt mageskifte en stor del ryttergods i Tryggevælde Amt. Af Tubberup, der næsten helt nedlagdes, oprettede Hahn hovedgården Hjortespring, som han fik tillagt en sædegårds rettigheder. Året efter købte han af kongen Abrahamstrup for en sum, der var betydelig under ejendommens taksationsværdi, medens kongen dog forbeholdt sig adskillige rettigheder af gården med hensyn til værelser i jagttiden, staldrum og foder til heste, jagten på adelvildt med videre, og 1674 fik han, hvad han tidligere forgæves havde andraget om, tilladelse til af landsbyen Egede at henlægge 72 tønder hartkorn under hovedgården Jomfruens Egede, som han snart efter solgte til Sophie Amalie Moth; også Sparresholm skilte han sig ved. 14. april samme år holdt han bryllup med Ida Hedevig Rumohr (død 13. september 1681), en søster til general Friedrich von Arenstorffs hustru, og fik med hende en medgift af 14.000 rigsdaler.
Ved heldige mageskifter erhvervede Hahn det til Abrahamstrup hørende bøndergods, der var udlagt til ryttergods, og 1677 gav kongen ham nyt skøde på Abrahamstrup, hvorved de omtalte forbehold i det
tidligere skøde ophævedes; samtidig fik gården til ære for sin nye herre navnet Jægerspris. Hahn anså nu
dette gods for sin hovedejendom, og han virkede ikke lidet her i de få år, han besad den; han opførte
forskellige avlsbygninger, anlagde haver og oprettede en ny mindre ladegård, men mod sine bønder var han en streng herre. Imidlertid må kongen have fået lyst til igen at få rådighed over Jægerpris, i hvilken anledning han 1679 indledte forhandling med Hahn om at købe gård og gods; Hahn lod da opsætte en vurdering, i hvilken godset ansattes til omkring 32.000 rigsdaler og gården, som han for fem år siden havde givet 6.000 rigsdaler for, til omkring 33.500 rigsdaler. Kort efter fulgte Hahn kongen på rejse til Holsten, og i Pinneberg blev sagen afgjort; først skænkede kongen Hahn det holstenske adelige gods Seekamp med mejerigården Holtenau og tilliggende bøndergods med videre som arvelig besiddelse for ham og hans efterkommere, efter hvis afgang det skulle falde tilbage til kronen, og få dage efter opnåedes enighed om salget af Jægerspris, i hvis vurderingssum overjægermesteren, vel som erkendtlighed for den kongelige gave, slog omkring 6.000 rigsdaler af. Hahn havde ganske vist forbedret gården i nogle henseender, men skovene skal han uden skånsel have forhugget.
Hahn stod nu på sin lykkes tinde; året 1679 havde set ham smykkes med Elefantordenen og set hans rigdom forøges i en mærkelig grad; da måtte han forlade det alt sammen; efter kort tids sygdom døde han i København 25. januar 1680, i måned over 47 år gammel, og stedtes til hvile i Roskilde Domkirke.

## Eftermæle i historieskrivningen
Hahn har ikke noget godt eftermæle i Danmark; fra gammel tid af har han været nævnt blandt dem, der styrtede Griffenfeld, og det næppe med urette; thi få år efter Hahns død omtales det i en indberetning af den daværende svenske gesandt i København. Man har været tilbøjelig til uden skånsel at fordømme de mænd, der hørte til denne kreds, især fordi de for en stor del var udlændinge; men selv om deres handlemåde ved denne lejlighed havde de fordærveligste følger for Danmark, udelukker dette dog ikke, at de i andre henseender kunne have vist sig deres konges tillid værdige; at fælde dem alene på grund af deres fremmede fødsel sømmer sig ikke for en upartisk historieskrivning, allermindst anvendt over for en mand som Hahn, hvem skæbnen alt i hans barndom havde ført til Danmark. Hvorledes Hahn har røgtet sine embeder, især da det ansvarsfulde som medlem af generalkommissariatet, er det nu vanskeligt at danne sig en mening om. Nogen betydelig mand har han næppe været, men han var sikkert en uforfærdet officer; "Ich habe mich nimmer in der Welt vor etwas gefürchtet", var hans egne ord, da han lå på sit dødsleje. Hans egentlige betydning, men netop den, der vanskeligst lader sig påvise, lå i hans stilling som kongens stadige omgangsfælle og yndling, og som sådan har han haft stor indflydelse på kongen, en skadelig indflydelse, mente mange, som derfor glædede sig over yndlingens tidlige død. Det taler unægtelig ikke til fordel for Hahns karakter, at han med en så umættelig havesyge benyttede sig af sin herres godhed, og hans optræden ved sit første giftermål viser os også en mand, der skød alle hensyn til side for at tilfredsstille sin begærlighed. Nogen egentlig sympati får man, efter hvad der hidtil kendes til Hahn, ikke for hans person, og det gør ham ikke mere tiltalende, at hans tidlige død var forårsaget ved overdreven nydelse af vin.
Hahns mandlige efterslægt uddøde snart med hans eneste efterlevende søn, Alexander Hahn til Seekamp og Hjortespring; gennem sin datter Sophie Amalie, der var gift med grev Conrad Reventlow, blev Hahn bedstefader til Frederik IV's anden dronning.

## Gengivelser
- Kobberstik 1680 i ligprædiken af Ludovicus Salm efter portrætmaleri af Abraham Wuchters (Det Kongelige Bibliotek); efter dette xylografi 1863
- Portrætmaleri (Det Nationalhistoriske Museum på Frederiksborg Slot) forestiller måske Hahn
- Afbildet på Anton van Steenwinckels karton (Det Nationalhistoriske Museum på Frederiksborg Slot) til tapet af B. v. Eicken i 1680'erne af Landskronas erobring (Christiansborg)